# Д’Обиньи, Уильям, 1-й граф Арундел
Уи́льям д’Обиньи́ (иногда Гильо́м или Вильге́льм д’Обиньи́; англ. William d'Aubigny; 1100/1109 — 12 октября 1176) — англонормандский аристократ и дипломат, граф Линкольн ок. 1139/1140 — ок. 1141, 1-й граф Сассекс (Арундел)' с ок. 1141, участник гражданской войны в Англии 1135—1154 годов и один из командующих королевскими войсками в период мятежа сыновей Генриха II в 1173—1174 годах. Благодаря браку с вдовой короля Генриха I Боклерка, Аделизой Лувенской получил обширные владения в Саффолке, которые добавил к унаследованным от отца землям в Норфолке и Кенте. Известный турнирный боец, за боевые качества за ним закрепилось прозвище «Уильям Сильная Рука». Кроме того, Уильям принимал участие в нескольких посольских миссиях.

## Происхождение
Уильям происходил из англо-нормандского рода, предки которого происходили из нормандского Котантена в современном французском департаменте Манш. Центром их владений был Сен-Мартен-д’Обиньи недалеко от Кутанса, от которого и произошло название рода — Обиньи, которое в некоторых источниках было позже латинизировано в Альбини (лат. Albini).
Первым достоверно известным представителем рода был Гильом (Уильям) (I) д’Обиньи. По мнению Джеймса Планше либо Гильом, либо его сын Роджер принимал участие в битве при Гастингсе, поскольку Роберт Вас упоминает среди участников битвы «кравчего д’Обиньи» (лат. li boteillier d’Aubignie), хотя и указывает, что упоминание должности кравчего может быть анахронизмом, ибо первым, кто занимал эту должность, был Уильям Пицерна, внук Гильома I д’Обиньи. Хотя Гильом мог занимать эту должность при дворе герцога Нормандии. Он был женат на сестре Гримы дю Плесси. От этого брака родился один сын, Роджер. И Гильом, и Роджер были благотворителями аббатства Лесе в западной Нормандии. Роджер сделав ему пожертвование в 1084 году. Он был женат на Амиции. О её происхождении в первичных источниках не упоминается, но Планше считает, что она была сестрой Жоффруа, епископа Кутанса. От этого брака известно несколько сыновей. Старшим из выживших был Уильям Пинцерна, от которого пошла старшая ветвь рода. Ещё один сын, Найджел, стал родоначальником рода Моубрей.
Именно Уильями Пинцерне, который был кравчим короля Генриха I Боклерка, род обязан своим возвышением. Благодаря щедрым королевским пожалованиям он получил значительные владения в Норфолке и Кенте. Среди его маноров в Норфолке были Бекингем, позже ставший центром феодальной баронии Бекингем, и Уаймондхэм, в котором Уильям основал бенедиктинский монастырь Уаймондхэм, в котором была родовая усыпальница.
Уильям был женат на Матильде Биго (ум. 1121/1133), дочери ещё одного норфолкского магната Роджера Биго, родоначальника графов Норфолка, от брака с Аделизой де Тосни.

## Биография
Уильям был сыном Вильгельма д’Обиньи «Пинцерны» и Матильды Биго. Точная дата его рождения неизвестна, он родился после 1100 года. Поскольку его отец был кравчим английского короля Генриха I Боклерка, то молодой Уильям был близок к его домашнему кругу. После смерти Генриха I он женился на его вдове Аделизе Лувенской. Возможно это произошло в 1138 году, но не позднее 30 сентября 1139 года. Этот брак принес ему обширные владения, доставшиеся Аделизе в качестве вдовьей доли, в том числе замок Арундел, который ранее принадлежал Роберту де Монтгомери и был конфискован королём в 1102 году. По праву супруга Аделизы Уильям стал бароном Арундела. Также в 1139 году он унаследовал владения умершего отца в Норфолке и Кенте.
В 1139 году в Сассексе высадилась императрица Матильда, дочь Генриха I, предъявившая права на английский престол, на который был избран Стефан Блуаский, племянник Генриха I. Хронист Вильям Мальмсберийский сообщает, что симпатизировавшая падчерице Аделиза послала в Нормандию посла, гарантировав ей безопасность. Но после того как Матильда прибыла в замок Арундел, к нему подошла армия Стефана. Под угрозой захвата замка Аделиза была вынуждена выдать гостью, но она смогла договориться о том, что Матильде было позволено присоединиться к единокровному брату Роберту, графу Глостеру. В дальнейшем в начавшейся в Англии гражданской войне, продолжавшейся до 1154 года, Уильям и Аделиза сохраняли верность Стефану.
Нуждавшийся в поддержки английской знати, Стефан в это время создал ряд графских титулов. Вскоре после свадьбы около 1139/1140 года Уильям получил титул графа Линкольна. Однако уже около 1141 года он потерял этот титул, поскольку в 1142 году им уже владел Вильгельм де Румар. В 1141 году Уильям заверил хартию короля Стефана с титулом графа Сассекса. Возможно, что он получил этот титул именно в 1141 году, когда король Стефан был освобождён из плена. Кроме того, в поздних грамотах и в хартии, данной не позднее 1150 года аббатству Рединг его женой Уильям именуется «граф Чичестер». Однако гораздо больше он известен с титулом «граф Арундел», именно под ним он указан в сообщении о смерти в анналах Уэверли.
Во время гражданской войны граф Арундел не играл заметной роли. Однако когда будущий английский король Генрих II Плантагенет (сын Матильды) в августе 1153 года встретился с армией Стефана около замка Уоллингфорд, именно Уильям д’Обиньи первым выступил с предложением заключить мир, выступая посредником между Стефаном и Генрихом. И он возглавлял графов, которые были свидетелями заключённого Уолингфордского договора, который положил конец гражданской войне.
Став в 1154 году королём, Генрих II подтвердил графский титул Уильяма. Кроме того, он передал ему в личное владение замок Арундел и баронию, которые ранее считались владением его умершей в 1151 году жены, а также и право на сбор в свою пользу трети судебных доходов графства Сассекс. Судя по данным оценки земельных владений английской аристократии, проведённой в 1166 году с целью сбора феодальной помощи по случаю бракосочетания старшей дочери короля, Уильям д’Обиньи обладал довольно обширными землями: только со своих владений в Суссексе он выставлял в королевскую армию 97 вооружённых рыцарей, а с маноров в Норфолке — 42 рыцаря.

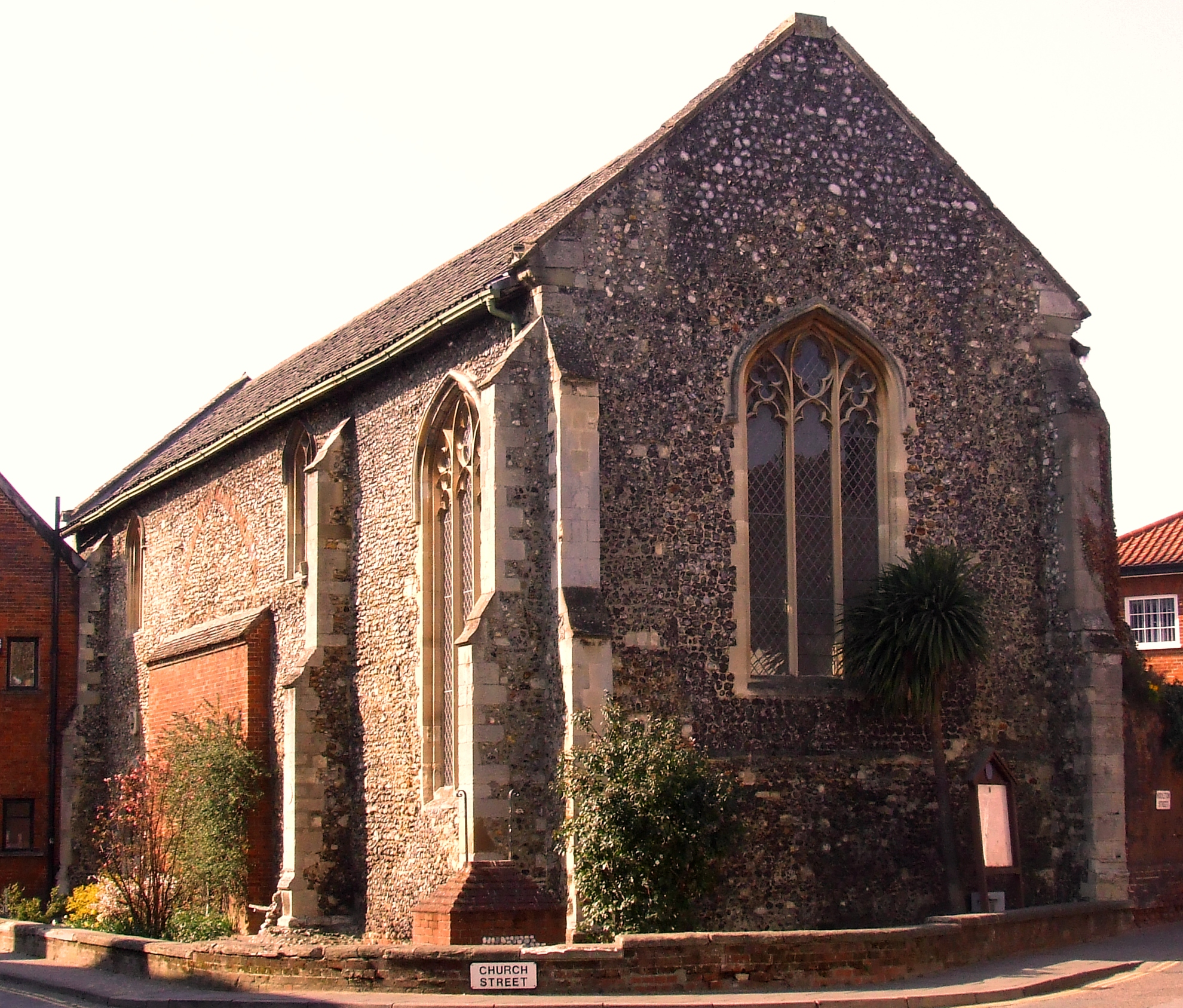
Часовня Беккета, построенная Уильямом д’Обиньи в 1174 году в аббатстве Уаймондхэм, Норфолк

В сентябре 1158 года Уильям в Париже, вернувшись из трёхлетнего паломничества в Иерусалим, в присутствии королей Англии и Франции успешно заявил о своём наследственном дворянстве.
В ноябре 1164 года Уильям был одним из руководителей миссии ко двору французского короля, целью которой было добиться от Людовика VII изгнания из своих владений Томаса Беккета, опального архиепископа Кентерберийского. Эта миссия, однако, успехом не увенчалась. Позднее граф Арундел участвовал также в аналогичном посольстве к папе римскому Александру III, где произнёс речь, выражая надежду своего короля о примирении. В 1168 году он сопровождал дочь Генриха II, Матильду, в Германию, где она вышла замуж за герцога Саксонии Генриха Льва.
Во время восстания 1173 года, которое поднял Генрих Молодой Король, Уильям сохранил свою верность Генриху II. Он командовал королевскими войсками в августе 1173 года Нормандии, отличаясь «стремительностью и быстротой», сняв осаду с Вернёя и вытеснив французские войска из герцогства. В 1174 году граф Арундел вместе с Ричардом де Люси и Хамфри де Богуном неподалёку от Бери-Сент-Эдмундса одержал победу над силами Роберта де Бомона, вторгшегося в Саффолк с фламандцами, что означало окончательное поражение восстания.
Скончался Уильям д’Обиньи 12 октября 1176 года в Уэверли (графство Суррей) и через неделю был похоронен в построенном его отцом монастыре Уаймондхэм в Норфолке, ставшим родовой усыпальницей.
От брака с Аделизой у Уильяма родилось 4 сына и дочь. Его наследником стал старший из сыновей, Уильям.
Уильям был известен своим красноречием и остроумием, но блестящий брак с вдовой Генриха I сделал его «невыносимо тщеславным». Возможно, что в честь своего брака Уильям построил замок Райзинг в Норфолке с роскошной прямоугольной главной башней. Позже он построил замок Новый Бекингем в Норфолке, который является самым ранним из известных в Англии примеров цилиндрических каменных крепостей. Кроме того, около 1146 года он основал августинский монастырь в Старом Бекингеме.
Также Уильям был известным турнирным бойцом, за боевые качества за ним закрепилось прозвище «Уильям Сильная Рука».

## Легенда о возникновении герба
Уильям Дагдейл приводит легенду по поводу появления герба д’Обиньи, на котором изображён стоящий на задних лапах лев. В Париже проходил рыцарский турнир, в котором участвовал и Уильям. Уильям настолько смело и мужественно сражался на этом турнире, что покорил сердце Аделаиды Савойской, вдовствующей королевы Франции, которая предложила ему вступить с ней в брак. Уильям отказался, сказав, что уже дал слово вдовствующей королеве Англии. Из мести французская королева заманила его в пещеру, которая была в её саду и в которой находился лев. Уильям спасся благодаря своей находчивости: он обмотал руку плащом, засунул её в пасть льва и вырвал ему язык, который потом отослал королеве. По другой версии, однако, лев в качестве герба был принят сыном Уильяма в честь его матери, королевы Аделизы, вдовы Генриха I, в правление которого отмечено первое использование льва в качестве геральдического символа.

## Семья и дети
Жена: с ок. 1138 Аделиза Лувенская (ок. 1104—1151), дочь Годфрида I Бородатого, графа Лувенского и герцога Нижней Лотарингии и Иды де Шини. Их дети:
- Агнесса д’Обиньи (род. 1139/1140), замужем за Радульфом Фитц-Савариком;
- Оливия д’Обиньи (ум. в молодости);
- Агата д’Обиньи (ум. в молодости);
- Уильям д’Обиньи (ум. 1193), 2-й граф Арундел, женат (после 1173) на Мод де Сент-Хилар, дочь Джеймса де Сент-Хилар и вдова Роджера де Клера, 3-го графа Хертфорд;
- Генрих д’Обиньи;
- Жоффруа д’Обиньи;
- Ральф (Ренье) д’Обиньи (ум. 1191);
- Алиса д’Обиньи (ум. до 1188); замужем первым браком за Жаном I, графом д’Э (ум. 1170); вторым браком (?) за Альфредом де Сен-Мартеном.